# 普通憤怒
是美國超級英雄類型的網路影集《律師女浩克》的首播集，改編自漫威漫畫的角色女浩克。本集由高揚編劇、凱特·寇伊若執導，为漫威電影宇宙的系列作品之一，與漫威電影宇宙系列電影處於同一架空世界和共同世界。
塔提阿娜·瑪斯蘭尼出演「女浩克」珍妮佛·華特斯，主演還包括賈米拉·賈米爾、金潔·岡薩加和馬克·盧法洛。高揚於2019年11月被聘執筆劇本及擔任首席編劇，寇伊若於2020年9月加入並執導大部分集數。
〈普通憤怒〉於2022年8月18日在Disney+首播。

## 劇情
珍妮佛·華特斯在练习完一场官司的讲词后，以打破第四面牆的方式向觀眾講述自己成為女浩克的經歷。在幾個月前的一次公路旅行中，華特斯與恢復成人類形態的表哥布魯斯·班納因為被一艘來自薩卡星的飛船攔截而發生了嚴重的交通意外。華特斯在試圖救出被困的班納時意外地交叉感染了其血液，導致她變成了一位能在變形時維持理智和人格的女浩克。之後，華特斯被班納帶到他与已故好友東尼·史塔克在幾年前於墨西哥共同建造的秘密實驗室；班納在使用她的血液治療自己因彈指而嚴重受傷的右手後解釋了她的特殊基因狀況，並提出幫助她控制自己的力量。儘管華特斯能輕鬆應對班納的訓練，但她對放棄目前人生並成為全職超級英雄的想法表示不滿。試圖離開的華特斯被班納攔住，意見不合的兩人打了起來。班納最後不情願地接受了華特斯回歸正常生活的願望並與她告別。回到2025年的現在，華特斯在自我介紹完畢後出庭審理案件，一位擁有超能力的網紅泰坦妮亞此時在逃離自己的審判時破牆而入，華特斯只好變身並把她擊敗。

## 製作

### 開發
2019年8月，漫威影業宣布將開發以「女浩克」珍妮佛·華特斯為主角的串流媒體平台Disney+電視劇。同年11月，高揚被聘擔任首席編劇。2020年9月，凱特·寇伊若被聘執導首播集、最終集和另外四集，並擔當執行製片人。除了寇伊若與高揚外，執行製片人還包括漫威影業總裁凱文·費吉與執行官布拉德·溫德鮑姆，以及路易斯·德·埃斯波西托和維多利亞·阿朗素。名為「普通憤怒」（A Normal Amount of Rage）的第一集由高揚編劇，並於2022年8月18日在Disney+首播。

### 劇本

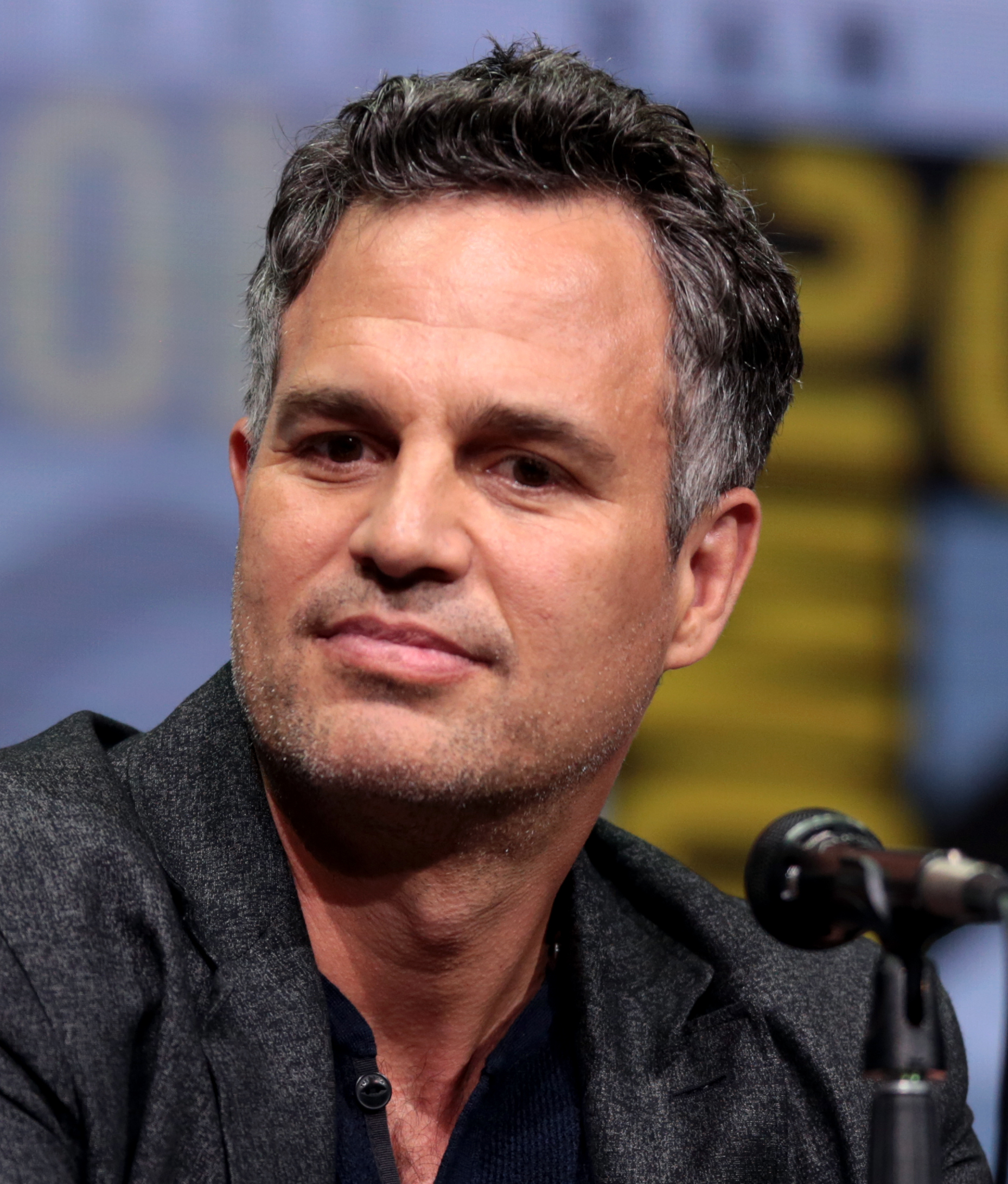
馬克·盧法洛回歸飾演漫威電影宇宙角色「浩克」布魯斯·班納

女浩克的起源故事與漫畫原著相近，同樣與表哥「浩克」布魯斯·班納的血液有關，但漫威影業並不希望在她的起源故事中與漫畫一樣加入「被黑幫狙擊」，而高揚也認為漫威電影宇宙中的班納因飽受浩克身份的折磨而不會心甘情願地選擇輸血給她，因為這樣做就等於把這個詛咒加在別人身上。高揚亦希望盡快進入起源故事，而不是花一整集“埋下伏線”，於是便讓華特斯在與班納發生車禍後意外被他的血液感染，高揚認為這樣可以“大大減低布魯斯因感染華特斯而在罪疚感方面的壓力”。車禍因為尋找班納的薩卡星飛船突然出現而發生，班納對飛船出現的回應在下一集中得到解決。高揚認為車禍後一些女人在酒吧的洗手間裏幫助華特斯的場景是這一集中“最重要的場景”，因為它展示了女性洗手間是“最具安全感、保護性和支持”的環境；而且即使女性們在外面被描繪成“臭臉”，她們都願意在洗手間裏互相幫助。高揚又指出，這一場景幾乎從劇集中被刪除，因為“很多人都不理解”。
最初在編劇室執筆劇本時，圍繞華特斯起源的情節出現在了劇集的第四集中。高揚希望劇集從“原地”開始，這樣觀眾就有幾集的時間來了解這個角色以及她在事故發生後對生活的不滿，第四集中的背景故事則為之前看到的內容提供了背景。然而，隨著劇集開始製作，該素材被推到了第八集，這是“經過了大量討論”的結果。最終，在後期製作中，漫威影業的高層希望將華特斯的起源移到第一集，因為他們從試映中發現觀眾希望盡快了解更多關於該角色。高揚一開始拒絕了作出這樣的變更，因為她認為普通觀眾當然能夠以與她相似的水平開始觀看劇集以及了解和理解該角色；但她最終對結果感到滿意，同時希望她能夠設計這一集以從一開始適應起源。
馬克·盧法洛很高興看到班納的一些“日常生活”，因為大部分觀眾對該角色“為宇宙而戰之外的事情”知之甚少，而這一集在2017年電影《雷神索爾3：諸神黃昏》探索了一點後能夠更“深入”地探索。他還認為這一集是“一個很好的入口”，可以探索更多關於班納在「彈指事件」期間的時間，當時他從一個無法變形的人變成一個完全整合的版本，相信那個時期有“一個獨立的故事要講述”。凱文·費吉與漫威影業就使用華特斯的DNA治愈班納在2019年電影《復仇者聯盟：終局之戰》事件中受傷的手臂以及如何融入漫威電影宇宙更大的計劃進行了對話。
華特斯不斷詢問班納史提芬·羅傑斯是否處男，這原本將成為整個劇集中不斷出現的話題。本季的後期劇集將顯示她經常在互聯網上深入探索該話題，以及為了尋找線索而“在生活中不斷纏繞着他人”。瑪斯蘭尼喜歡華特斯的這種痴迷，因為它讓華特斯與羅傑斯人性化的一面聯繫起來。高揚對凱文·費吉願意討論和回答這個問題感到驚訝，並表示“能夠回答這個問題感到非常高興和自豪”，因為它“多年來一直被討論”。本集的片尾彩蛋揭示了答案，班納稱羅傑斯在1943年的一次聯合勞軍組織巡迴演出中被一位女孩破處。盧法洛認為探索這個話題是劇集對漫威電影宇宙“所有普通人事物”進行更深入了解的一部分。

### 選角

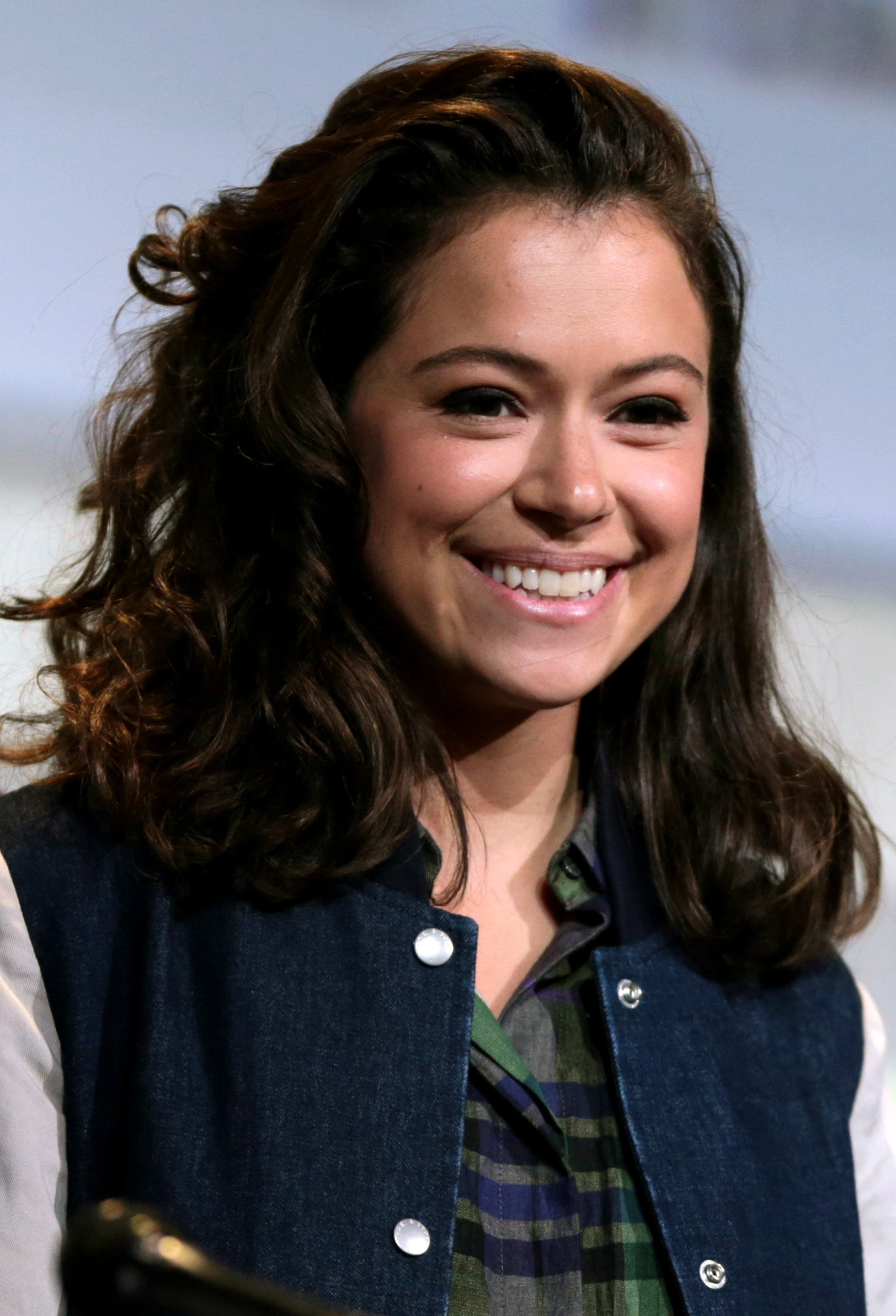
塔提阿娜·瑪斯蘭尼飾演的主角「女浩克」珍妮佛·華特斯於本集中首次出現於漫威電影宇宙

本集的主要角色包括塔提阿娜·瑪斯蘭尼飾演的「女浩克」珍妮佛·華特斯、賈米拉·賈米爾飾演的「泰坦妮亞」瑪麗·麥克菲藍、金潔·岡薩加飾演的妮琪·拉莫斯（Nikki Ramos）以及馬克·盧法洛飾演的「聰明浩克」布魯斯·班納:31:41–32:05。史蒂夫·寇特（Steve Coulter）與德魯·馬修斯（Drew Matthews）分別飾演荷登·哈勒威（Holden Holliway）和丹尼斯·布考斯基（Dennis Bukowski）:33:23。

### 拍攝
主體拍攝在喬治亞州亞特蘭大的三石製片廠開機。凱特·寇伊若擔當導演，弗洛里安·巴爾豪斯擔當攝影指導。寇伊若稱盧法洛不得不對他這一集中在長對話方面的演出進行調整，因為他已經習慣了之前演出中浩克“站在邊緣，或者在動作場景中，或者只有幾頁對話”。另外，為了方便盧法洛和瑪斯蘭尼在浩克和女浩克的場景時穿著動作捕捉服站立，劇組為他們搭建了平台。

### 特效
後期特效製作公司包括维塔数码、數字王國、韋利公司（Wylie Co）、 以及 :34:31–34:47。

### 音樂
的歌曲、的歌曲、溫達·威廉森（Wenda Williamson）的歌曲、喬治·西姆斯（George Simms）的歌曲、薩維蒂的歌曲、的歌曲、的歌曲、的歌曲、伊芙的歌曲和費爾南多·卡瓦佐斯（Fernando Cavazos）的歌曲出現於本集之中。

## 市場營銷
本集中隱藏的QR碼彩蛋可以連結至漫威漫畫官網相關頁面，免費在線閱讀女浩克初登場的一期漫畫——《野性的女浩克》（The Savage She-Hulk）第1期。本集上線之後，漫威開始在「漫威必備」（Marvel Must Haves）一站式網絡商店中出售與《律師女浩克》相關的周邊產品。

## 發行
〈普通憤怒〉於2022年8月18日在Disney+首播。

## 迴響

### 觀眾收視
稱本集首播之後的前五天，美國約有150萬家戶觀賞首播集，高於《驚奇少女》首播集的77.5萬家戶。本集在Z世代、黑人和西班牙裔家庭的觀眾出現了超指數情況。據調查，《律師女浩克》是截至2022年8月21日觀看次數第二多的劇集。根據查看500萬美國觀眾觀看數據的串流影視搜索引擎，《律師女浩克》是截至2022年8月24日觀看次數第二多的劇集。

### 評價
根据評論匯總网站爛番茄汇总的136篇评论文章，87%的评论家给予本集正面评价，平均打分为7.3分（满分10分）。

## 備註
1. ↑  參見2019年電影《復仇者聯盟4：終局之戰》。

## 資料來源
1. ↑  Couch, Aaron. . The Hollywood Reporter. 2019-08-23  [2019-08-23]. （原始内容存档于2019-08-23）.
2. 1 2  Parker, Ryan. . The Hollywood Reporter. 2022-05-17  [2022-05-17]. （原始内容存档于2022-05-18）.
3. ↑  Kit, Borys. . The Hollywood Reporter. 2019-11-08  [2019-11-08]. （原始内容存档于2019-11-08） （美国英语）.
4. 1 2  Kroll, Justin. . Deadline Hollywood. 2020-09-15  [2020-09-15]. （原始内容存档于2020-09-15） （美国英语）.
5. 1 2  Villei, Matt. . Collider. 2022-05-17  [2022-05-18]. （原始内容存档于2022-05-18）.
6. ↑  Howard, Kirsten. . Den of Geek（英语：Den of Geek）. 2022-08-18  [2022-08-18]. （原始内容存档于2022-08-18）.
7. ↑  . WGAW（英语：Writers Guild of America West）.   [2022-08-06]. （原始内容存档于2022-08-06）.
8. 1 2  Otterson, Joe. . Variety. 2022-08-03  [2022-08-03]. （原始内容存档于2022-08-03）.
9. ↑  Lussier, Germain. . Gizmodo. 2022-08-16  [2022-08-17]. （原始内容存档于2022-08-17）.
10. ↑  Mitovich, Matt Webb. . TVLine. 2022-08-25  [2022-08-25]. （原始内容存档于2022-08-25）.
11. ↑  Lussier, Germain. . Gizmodo. 2022-08-12  [2022-08-15]. （原始内容存档于2022-08-14）.
12. 1 2  Radish, Christina. . Collider. 2022-08-23  [2022-08-24]. （原始内容存档于2022-08-24）.
13. ↑  Bucksbaum, Sydney. . Entertainment Weekly. 2022-08-25  [2022-08-25]. （原始内容存档于2022-08-25）.
14. 1 2  Vary, Adam B. . Variety. 2022-08-16  [2022-08-16]. （原始内容存档于2022-08-16）.
15. 1 2  Bucksbaum, Sydney. . Entertainment Weekly. 2022-08-18  [2022-08-18]. （原始内容存档于2022-08-18）.
16. ↑  Mitovitch, Matt Webb. . TVLine. 2022-08-18  [2022-08-18]. （原始内容存档于2022-08-18）.
17. ↑  Scherer, Jenna. . The A.V. Club. 2022-08-18  [2022-08-18]. （原始内容存档于2022-08-18）.
18. 1 2 3  Gao, Jessica. . . 第1季. 第1集. 2022-08-18  [2022-08-27]. Disney+. （原始内容存档于2022-10-12）. End credits begin at 30:28.
19. ↑  Miller, Leon. . CBR. 2022-08-18  [2022-08-18]. （原始内容存档于2022-08-18）.
20. ↑  Paz, Maggie Dela. . ComingSoon.net. 2021-04-13  [2021-04-13]. （原始内容存档于2021-04-13）.
21. ↑   (PDF). Disney Media and Entertainment Distribution. 2022-08-15  [2022-09-13]. （原始内容存档 (PDF)于2022-09-13）.
22. ↑  Mitovich, Matt Webb. . TVLine. 2022-08-13  [2022-08-15]. （原始内容存档于2022-08-15）.
23. ↑  Frei, Vincent. . Art of VFX. 2022-08-12  [2022-08-18]. （原始内容存档于2022-08-04）.
24. ↑  Paige, Rachel. . Marvel.com. 2022-08-18  [2022-08-19]. （原始内容存档于2022-08-18）.
25. ↑  Polo, Susanna. . Polygon. 2022-08-18  [2022-08-18]. （原始内容存档于2022-08-18）.
26. ↑  Paige, Rachel. . Marvel.com. 2022-08-19  [2022-08-19]. （原始内容存档于2022-08-19）.
27. ↑  Samba TV [@samba_tv].  (推文). 2022-08-24  [2022-08-24]. （原始内容存档于2022-08-24） –Twitter.
28. ↑  Freitag, Lee. . CBR. 2022-08-24  [2022-08-24]. （原始内容存档于2022-08-24）.
29. ↑  Gruenwedel, Erik. . Media Play News（英语：Media Play News）. 2022-08-23  [2022-10-31]. （原始内容存档于2022-08-23）.
30. ↑  Gruenwedel, Erik. . Media Play News（英语：Media Play News）. 2022-08-26  [2022-10-04]. （原始内容存档于2022-08-27）.
31. ↑  . Rotten Tomatoes. Fandango Media.

## 外部連結
- 互联网电影数据库上普通憤怒的资料（英文）
- 漫威官網提供的本集回顧 （页面存档备份，存于）